# Lucoli
Lucoli – miejscowość i gmina we Włoszech, w regionie Abruzja, w prowincji L’Aquila.
Według danych na rok 2004 gminę zamieszkiwały 944 osoby, 8,7 os./km².